# Currents (Band)
Currents ist eine 2011 gegründete Metalcore-/Djent-Band aus Fairfield, Connecticut, Vereinigte Staaten.

## Geschichte
Currents wurde im Jahr 2011 in Fairfield im Bundesstaat Connecticut gegründet und besteht nach zahlreichen Besetzungswechseln aus Sänger Brian Wille, den beiden Gitarristen Ryan Castaldi und Chris Wiseman, dem Bassisten Dee Cronkite und Schlagzeuger Jeff Brown.
Im Januar des Jahres 2013 erschien die Debüt-EP Victimized mit fünf Titeln in Eigenregie. Zwei Jahre später, am 23. Januar 2015 folgte die Veröffentlichung des Debütalbums Life – Lost, bei dem Ricky Armellino von This or the Apocalypse als Gastmusiker mitwirkt, ebenfalls in Eigenproduktion. Anfang März des Jahres 2017 wurde die Band vom US-amerikanischen Independent-Label SharpTone Records unter Vertrag genommen. Über SharpTone Records wurde am 16. Juni gleichen Jahres das zweite Album der Band, The Place I Feel Safest, veröffentlicht.
Anfang des Jahres 2018 spielte die Band ihre erste Europatour im Vorprogramm von Miss May I. Zwischen dem 3. und 25. Mai 2018 tourt die Band im Vorprogramm von Born of Osiris und Fit for a King durch die Vereinigten Staaten. Am 5. Juni des Jahres 2020 erschien das vierte Album The Way It Ends über SharpTone Records und am 5. Mai 2023 das fünfte Studioalbum The Death We Seek.

## Musik
Die Musik von Currents bewegt sich zwischen Metalcore und Progressive Metal, wobei die Lieder geradlinige Strukturen aufweisen. Außerdem sind Einflüsse des Djent heraushörbar. Laut Morten Wenzek vom deutschen Metal Hammer habe die Band „den europäischen Djent gut kopiert“, denn Bands wie Novelists und Vitja arbeiten seit Jahren in dieser Musikrichtung. Er verortet die Musik von Currents zwischen Bands wie Emmure und Loathe. In ihrer Musik arbeiten die Musiker mit brachialen Riffs, vielen Breakdowns, Djent-Gitarren und melodische Einschübe, was als „eine wilde Mischung aus Born of Osiris, Fallujah und Make Them Suffer“ beschrieben wird. Auch variiert die Band mit vielschichtigem Spieltempo. Sänger Brian Wille wechselt dabei zwischen Klar- und Schreigesang, welcher klar herüberkommt.

## Diskografie
Alben
- 2015: Life – Lost (Album, Eigenproduktion)
- 2017: The Place I Feel Safest (SharpTone Records)
- 2020: The Way It Ends (SharpTone Records)
- 2023: The Death We Seek (SharpTone Records)

EPs
- 2013: Victimized (Eigenproduktion)
- 2018: I Let the Devil In (SharpTone Records)

## Musikalische Projekte
Gitarrist Chris Wiseman ist Mitgründer der Halo-inspirierten Deathcore-Band Shadow of Intent, in der er ebenfalls E-Gitarre spielt und Backgroundsänger ist. Mit Shadow of Intent veröffentlichte er eine EP und vier Studioalben.